# Прем'єр-ліга (Афганістан)
Афганська Прем'єр-ліга (англ. Roshan Afghan Premier League; перс. لیگ برتر فوتبال افغانستان) — вища футбольна ліга Афганістану, що контролюється Футбольною федерацією країни. Заснована 2012 року. У турнірі беруть участь вісім команд (по одній з кожного регіону).
«Шахін Асмає» виграв рекордну кількість турнірів — чотири (2013, 2014, 2016, 2017). Вони також є єдиною командою, яка завоювала два послідовних звання (2013—2014 та 2016—2017) і єдиною командою, яка досягла фіналу чемпіонату Афганістану п'ять сезонів поспіль (2013—2017 роки)

## Регламент
Чемпіонат проходить за своєрідною схемою: на першому етапі команди розбиваються на дві групи і грають за коловою системою в одне коло. У наступний раунд проходять чотири команди, які грають півфінал і потім фінал, де й визначається чемпіон.

## Чемпіони Афганістану
| Сезон | 1 місце          | 2 місце           | 3 місце           | Бомбардир |
| ----- | ---------------- | ----------------- | ----------------- | --- |
| 2012  | Туфан Геріруд    | Сімург Альборз    | Де Майванд Аталан | Хамідулла Карімі (Туфан Геріруд) — 9 голів                                                                    |
| 2013  | Шахін Асмає      | Сімург Альборз    | Туфан Геріруд     | Хамідулла Карімі (Туфан Геріруд), Хашматулла Баракзай (Шахін Асмає), Фаяз Азізі (Сімург Альборз) — по 7 голів |
| 2014  | Шахін Асмає      | Оквабан Хіндукуш  | Де Спінгар Базан  | Мохаммад Різа Різає (Оквабан Хіндукуш) — 6 голів                                                              |
| 2015  | Де Спінгар Базан | Шахін Асмає       | Де Майванд Аталан | Мустафа Афшар (Де Маїванд Аталан) — 5 голів                                                                   |
| 2016  | Шахін Асмає      | Де Майванд Аталан | Сімург Альборз    | Амрудін Шаріфі (Шахін Асмає) — 6 голів                                                                        |
| 2017  | Шахін Асмає      | Де Майванд Аталан | Сімург Альборз    | |
| 2018  | Туфан Геріруд    | Шахін Асмає       |                   | |
| 2019  | Туфан Геріруд    | Шахін Асмає       |                   | |
| 2020  | Шахін Асмає      | Сімург Альборз    |                   | |

## Телевізійні права
Всі матчі транслюються в прямій трансляції двох приватних каналів в Афганістані, зокрема Tolo TV та Lemar TV. Матчі також доступні у прямому ефірі на офіційній сторінці YouTube.